# (3594) Scotti
(3594) Scotti es un asteroide perteneciente al cinturón de asteroides, descubierto el 11 de febrero de 1983 por Edward Bowell desde la Estación Anderson Mesa (condado de Coconino, cerca de Flagstaff, Arizona, Estados Unidos).

## Designación y nombre
Designado provisionalmente como 1983 CN. Fue nombrado Scotti en honor al astrónomo estadounidense James V. Scotti.